# ضزز
الضزز أو الشكب أو الكزز أو كزاز الفك (بالإنجليزية: trismus)‏، والمعروف بـ«lockjaw»، هي حالة تعود إلى عدم القدرة على فتح الفكين بسبب تقلص عضلات المضغ، أو محدودية القدرة على فتح الفكين لأي سببٍ كان
يعتبر مرض الضزز مشكلة شائعة تعود إلى العديد من الأسباب، حيث أنها تسبب صعوبة في تناول الطعام والتكلم عملية تنظيف الفم، ومن الممكن أن يحدث تغير في ملامح الوجه. مرض الضزز يزيد من خطر حدوث الشفط أو الرشف. الضزز المؤقت أكثر انتشاراً من الضزز الدائم 
و من الممكن أن يكون مؤلماً، ويحِد أو يمنع من الفحص الطبي أو العلاج الذي يتطلب المرور عبر تجويف الفم.

## تعريفه كلاسيكياً
عُرِّف الضزز على أنه عدم القدرة على فتح الفم بسبب تشنج العضلات، ولكن بشكل عام يعود إلى محدودية القدرة على فتح الفم لأي سببٍ كان. [3]
هنالك تعريف آخر لمرض الضزز هو ببساطة: محدودية الحركة 
تاريخياً وكما هو متعارف، مصطلح ”كزاز الفك” كان يستخدم كمرادف لكلا المصطلحين (الضزز والكزاز)
هنالك تعاريف أخرى لمرض الضزز وردت في قاموس الطب الشعبي.

## أمثلة
1.اضطراب حركي في العصب الثلاثي التوائم، خصوصاً تشنج في العضلات الماضغة، مع صعوبة في فتح الفم (كزاز الفم) خاصية تظهر مبكراً في مرض الكزاز
اغلاق متين للفكين بسبب تشنج عضلات المضغ لوجود مرض في الفرع الحركي للعصب ثلاثي التوائم. كما يرتبط بالكزاز العام. يدعى أيضاً (كزاز الفم)
(تشنج وتري في عضلات الفك)
2.تشنج في عضلات المضغ يؤدي إلى عدم القدرة على فتح جوف الفم؛ أحياناً يكون مصحوباً بأعراض التهاب حوائط التاج 
3.فتحة الفم الطبيعية تتراوح ما بين 35 إلى 45 مم 
عادةً يستطيع الذكر فتح فمه أكثر قليلاً من الأنثى. (40_60مم)=(بمعدل 35مم). الحركة الجانبية الطبيعية (8-12)مم 
يميز البعض بين أنواع الضزز كما يلي: الضزز الخفيف (20-30مم) فتحة ما بين القواطع، الضزز المعتدل (10-20مم) والضزز الوخيم أقل من 10مم 
الضزز مشتق من الكلمة اليونانية (Trismos) تعني ”الصراخ، الطحن، خشن أو صرير 

## التشخيص التفريقي
تقليدياً، أسباب الضزز قسِّمت إلى: داخل المفصل (عوامل ضمن المفصل الصدغي الفكي) هنا وخارج المفصل (عوامل خارج المفصل، انظر إلى الجدول أدناه) 

## أكثر الأسباب انتشاراً لمرض الضزز داخل المفصل
1.خلل داخلي في المفصل الصدغي الفكي / إزاحة الهلالة.
2.كسر في لقمة الفك السفلي أو كسر داخل كبسولة المفصل.
3.إزاحة في المفصل الصدغي الفكي.
4.التهاب الزليل الرضحي.
5.التهاب المفاصل الإنتانية.
6.التهاب المفاصل والعظام.
7.التهاب المفاصل (مثل: روماتويد أو الصدفية).
8.قسط.
9.تكوّن نابتة عظمية.

## خارج المفصل
1.رضح لا يتضمن لقمة الفك السفلي (مثال: كسر في جزء آخر في الفك السفلي، كسور في الثلث الوسطي من هيكل الوجه، كسور في العظم الوجني أو القوس الوجني).
2.وذمة ما بعد العملية الجراحية، مثل: خلع سن الحكمة المنحشر السفلي (طاحونة العقل)، أو جراحة أخرى في السنخي السني.
3.معالجة سنية مطوَّلة (مثل: معالجة قناة الجذر).
4.ما بعد تعاطي محصر العصب السنخي السفلي أثناء التخدير الموضعي (الجناحي الإنسي).
5.ورم دموي في الجناحية الإنسية.
6.عدوى حادة في أنسجة الفم، خصوصاً تلك التي تصيب الفراغ الشدقي أو عضلات المضغ.
7.عدوى سنيّة المنشأ.
8.خراجة حول اللوزية.
9.التهاب النكفية الحادّ مثل: النكاف.
10.التهاب حول التاجية.
11.خراجة تحت الماضغة.
12.الكزاز.
13.تكزز.
14.ورم محلي خبيث.
15.ألم في عضلات الوجه/خلل في وظيفة المفصل الصدغي الفكي.
16.تليّف شعاعي.
17.تليّف بسبب الحروق.
18.تليّف تحت المخاطية.
19. تصلب مجموعي.
20.التهاب العضل المظم.
21.فرط التنسج الإكليلاني.
22.فرط السخونة الخبيث.
23.انحلال البشرة الفقاعي.
24.خلل الحركة بسبب الدواء.
25.اضطرابات نفسية، هيستيريا.

## مشاكل المفاصل
1.القسط العظمي الحقيقي: ممكن أن تنتج بسبب رضح الذقن، عدوى ومن عدم الحركة المطولة بعد كسر لقمي
العلاج: العديد من الإجراءات الجراحية تستخدم لعلاج القسط العظمي، مثل: رأب المفصل الإفساحي باستخدام مواد فاصلة بين الأجزاء المقطعة.
2.تليّف القسط: عادةً ينتج بسبب رضحة وعدوى.
العلاج: أجهزة الضزز بالإضافة إلى العلاج الطبيعي.

## التهاب المفصل وزليل المفصل مرضيات الهلالة
أسباب خارج المفصلية عدوى
1.لبيّة سنيّة المنشأ
2.متعلق بدواعم السن
3.حول التاجية
4.خراجة ليست سنية -حول اللوزية
أ.الكزاز
ب.سحايا
ج.خراجة في الدماغ
د.خراج نكفي
-العلامة الدالة على عدوى في الفراغ المضغي هو الضزز أو عدوى في الحيز الأمامي من الحيز الحلقي الجانبي تؤدي إلى الضزز. إن لم يتم التحكم بتلك العدوى، فمن الممكن أن تنتشر إلى أجزاء الوجه الأخرى في الرأس أو الرقبة وتؤدي إلى مضاعفات خطيرة مثل التهاب الهلل العنقي أو التهاب المنصف.
العلاج: التخلص من العامل المسبب مع استخدام المضادات الحيوية
-الضزز أو كزاز الفك بسبب تشنج العضلة الماضغة، ممكن أن يكون العلامة الأولية الممثلة لمرض الكزاز، بسبب المثطية الكزازية، حيث تتانوسبازمين (السم) هو المسؤول عن تشنج العضلة.
الوقاية: التمنيع الأولي DPT

## المعالجة السنية
1.الضزز السني يتميز بصعوبة في فتح الفك. إنه مرض مؤقت يستمر لمدة اسبوعين لا أكثر. الضزز السني ينتج من أئية عضلات المضغ، مثل فتح الفكين لمدة طويلة أو تمرير إبرة عبر عضلة. التخدير السني النموذجي للفك السفلي يتطلب أحياناً تمرير إبرة داخل أو عبر العضلة. في هذه الحالات تكون العضلة الجناحية الإنسية أو العضلة المبوقة.
2.إجراءات جراحة الفم، كما في قلع الأرحاء (الطواحن) السفلية، من الممكن أن يتسبب في مرض الضزز إما بسبب التهاب عضلات المضع أو رضحة مباشرة للمفصل الصدغي الفكي.
3.وخز الإبرة في أثناء إعطاء الحقنة يؤدي إلى تدمير الأنسجة عند سحب الإبرة مما يتسبب في تخدير مستمر ما بعد الحقنة، كما ويتسبب في مرض الضزز والشلل الخفيف أو الجزئي.

## العلاج في الحالات الحادة
1.معالجة حرارية
2.مسكنات
3.نظام غذائي ليّن
4.مرخي العضلات (عند الضرورة)
ملاحظة: عند انتهاء المرحلة الحادة ينصح المريض بأن يبدأ العلاج الطبيعي لفتح وإغلاف الفم .
رضح، كسور، خصوصاً كسور الفك السفلي، كسور القوس الوجنية وكسور مركب القوس الوجنية، تضمين عارضي للأجسام الغريبة بسبب رضحة خارجية .
العلاج: ردٌّ للكسر، استخلاص الأجسام الغريبة مع استخدام المضادات الحيوية .

## اضطرابات المفصل الصدغي الفكي
1.اضطرابات خارج كبسولة المفصل: متلازمة خلل أداء اللفافة العضلية المؤلمة .
2.اضطرابات داخل كبسولة المفصل: إزاحة القرص، التهاب المفاصل، تليّف والخ .
3.ظروف أخرى: إزاحة الهلالة .

## الأورام والرعاية الفموية
نادراً، الضزز علامة دالة على وجود ورم بلعومي أنفي أو ورم تحت الصدغ أو تليف في الوتر الصدغي، عندما يعاني المريض من عدم القدرة على فتح الفم يجب الأخذ بعين الاعتبار الظروف التي تدل على الخباثة مثل التليّف تحت المخاطي الفموي في أثناء التشخيص التفريقي .

## المعالجة الدوائية
سَكسينيلُ الكولين (دواء مُرْخٍ للعضلات)، فينوثيازين ومضادات الاكتئاب ثلاثية الحلقات تسبب في الضزز كتأثير ثانوي . من الممكن أن يكون الضزز عرض جانبي لبعض الأدوية مثل: ميتاكلوبرومايد، فينوثيازين .

## المعالجة الاشعاعية والمعالجة الكيماوية
1.مضاعفات المعالجة الاشعاعية:
أ.نخز عظمي إشعاعي المنشأ مما سيبب ألماً، ضزز، تقيُّح وأحياناً جرح له رائحة كريهة .
ب.عندما تتعرض عضلات المضغ للإشعاع، تؤدي إلى التليّف، بالتالي عدم القدرة على فتح الفم بشكل طبيعي .
2.اضطرابات المعالجة الكيماوية
خلايا الفم المخاطية لديها القدرة على التكاثر بشكل سريع وتتأثر سلبياً عند التعرض للإشعاع مما يؤدي إلى التهاب الفم .
3.أسباب خلقية
تضخم في الناتئ الإكليلاني يسبب تداخل الإكليلاني مع الناحية الأمامية الإنسية من القوس الوجني .
العلاج: استئصال الناتئ الإكليلي (الفك السفلي).
4.متلازمة انعطاف الإصبع المستديم الزائفة ضزز هي: اجتماع نادر بين اليد والقدم، واضطرابات فموية والضزز .

## اضظرابات متفرقة
1.المريض المهستر: عن طريق آلية التحويل، الصراع العاطفي إلى علامة طبيعية . مثل: الضزز
2.تصلب الجلد: يتميز بالوذمة وجساوة الجلد في منطقة الوجه . من الممكن أن يؤدي إلى الضزز .

## أسباب شائعة
1.التهاب حول التاجية (التهاب في النسيج اللين حول الطاحون الثالث المنحشر) هو المسبب الأكثر انتشاراً لمرض الضزز 
2.التهاب في عضلات المضغ 
هو عقبول متكرر لقلع الطاحون الثالث في الفك السفلي جراحياً (سن الحكمة الأسفل).
انه مرض يحل من تلقاء نفسه خلال 10-14 يوماً، خلال تلك الفترة، يحدث نقص في تناول الطعام ونظافة الفم . تطبيق الحرارة (مثل: حقيبة حرارية خارج الفم وماء ملحية دافئة داخل الفم) من الممكن أن يساعد، حيث يقلل من خطورة ومدة المرض .
3.خراجة حول اللوزية 
من مضاعفات التهاب اللوز من علامات التهاب الحلق، عسر البلع، حمى وتغير في الصوت .
4.خلل في وظيفة المفصل الصدغي الفكي 
5.هنالك خطأ شائع في تشخيص الضزز على أنه عرض جانبي مؤقت نتيجة لاستخدام منبهات الجهاز العصبي الوديّ .
مستخدمو الأمفيتامين على سبيل المثال، يعانون من صرير الأسنان كعرض جانبي؛ ولكن أحياناً يسوء تشخيصه على أنه الضزز . مرضى صرير الأسنان يستطيعون فتح الفك ولكن تصبح العضلات مشدودة والفك مضموماً 

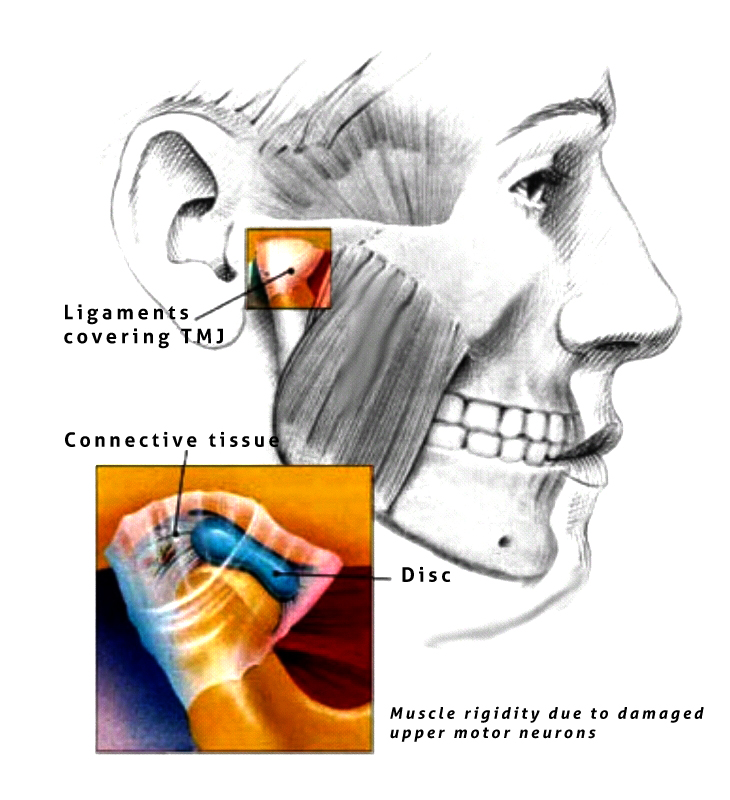
كزاز الفم بسبب تشنج العضلات

6.تليف تحت المخاطية .
7.كسر في القوس الوجني .
8.كزاز الفم بسبب تشنج العضلات .

## أسباب أخرى
1.التهاب العظم والنقي الحاد .
2.قسط في المفصل الصدغي الفكي (ليفي أو عظمي).
3.كسر لقمي أو رضحة أخرى .
4.مرض جوشر الذي يعود إلى نقص في إنزيم غلوكوسيربروسايديز.
5.التهاب الشريان ذو الخلايا العملاقة .
6.عدوى .
7.تخدير موضعي (حقنة في الحفرة تحت الصدغ).
8.صفح الإبرة في العضلة الجناحية الإنسية .
9.تليف فموي تحت المخاطي .
10.المعالجة الشعاعية للرأس والعنق .
11.الكزاز ويدعى أيضاً كزاز الفم لهذا السبب .
12.ارتفاع الحرارة الخبيث .
13.ملاريا سيفيريا .
14.ثانوي لاستخدام دواء ذهني .
15.التهاب في الأذن الخارجية الخبيث .
16.النكاف .
17.خراجة حول اللوزية .
18.خراج وراء البعلوم أو مجاور للبلعوم .
19.الصرع .
20سكتة .

## أسلوب للتشخيص
صورة باستخدام الأشعة السينية أو الأشعة المقطعية للمفصل الصدغي الفكي لرؤية إن كان هنالك خلل في هذا المفصل والمنطقة المجاورة .

## العلاج
يجب معالجة المسبب للمرض مع المعالجة السنية، المعالجة الطبيعية وأجهزة الحركات اللافعالة . إضافة إلى التحكم بالأعراض باستخدام المسكنات (الاسبرين)، مرخيات عضلية وكمادات دافئة .
تَشَظِّي كما يمكن استخدامها 

## التاريخ
تاريخياً، مصطلح «الضزز» كان يستخدم لوصف العلامة المبكرة لمرض الكزاز، كما يدعى أيضاً «كزاز الفم».